# Jessica Phoenix
Jessica Phoenix (née le 16 octobre 1983 à Uxbridge (Ontario)) est une cavalière canadienne de concours complet.

## Carrière
Elle apprend l'équitation enfant, s'intéressant d'abord à l'équitation western. À 13 ans, elle remporte l'Ontario Horse Trials Training Championship.
Sa première compétition internationale est les Jeux panaméricains de 2007 à Rio de Janeiro, où elle est 12e de l'épreuve individuelle. Elle et son cheval Exploring se qualifient pour les Jeux Olympiques d'été de 2008 à Pékin, mais Phoenix doit renoncer en raison d'une blessure au tendon de son cheval. En 2010, elle est remplaçante pour les Jeux équestres mondiaux de 2010 à Lexington.
Aux Jeux panaméricains de 2011 à Guadalajara, elle est championne de l'épreuve individuelle et deuxième de l'épreuve par équipes. Elle participe ensuite aux Jeux Olympiques d'été de 2012 à Londres, où elle est 22e de l'épreuve individuelle et 13e et dernière de l'épreuve par équipes.
Aux Jeux équestres mondiaux de 2014 au Haras national du Pin, elle est sixième de l'épreuve par équipes. Alors qu'au printemps, elle fut blessée lors d'une chute, avec le Westphalien hongre Pavarotti, elle est présente aux Jeux panaméricains de 2015 à Toronto, où elle remporte la médaille de bronze de l'épreuve individuelle et la médaille d'argent de l'épreuve par équipes. Elle est qualifiée pour les Jeux Olympiques d'été de 2016 à Rio de Janeiro, où elle est 38e de l'épreuve individuelle et 10e de l'épreuve par équipes.
Elle est présente aux Jeux équestres mondiaux de 2018 à Tryon. Aux Jeux panaméricains de 2019 à Lima, elle gagne la médaille de bronze de l'épreuve par équipes. Alors qu'elle était à Tokyo pour les Jeux Olympiques d'été de 2020, Pavarotti se blesse lors de la dernière séance d'entraînement, elle décide de se retirer.
En 2021, Phoenix devient la seule Canadienne et une de seulement 17 athlètes à avoir participé à 100 concours de niveau CCI 4*-S (anciennement CIC 3*) de la FEI.